# Tom Kristensen
Tom Kristensen (Hobro, Dinamarca; 7 de julio de 1967) es un expiloto de automovilismo danés, destacado por ser el más laureado del deporte motor en su país. Ostenta el récord de victorias en las 24 Horas de Le Mans con nueve, seis de ellas consecutivas entre 2000 y 2005, más otras tres en 1997, 2008 y 2013. También es el piloto más exitoso en las 12 Horas de Sebring, con seis triunfos absolutos: 1999, 2000, 2005, 2006, 2009 y 2012.
En cuanto a campeonatos, obtuvo el título en la American Le Mans Series 2002 en la clase LMP900, y el Campeonato Mundial de Resistencia de la FIA 2013 en la clase LMP1. También finalizó subcampeón en el WEC en 2012 y el Campeonato Japonés de Turismos 1994, y tercero en la Fórmula 3000 Japonesa 1995, el Campeonato Alemán de Superturismos 1999 y el Deutsche Tourenwagen Masters 2005 y 2006. Kristensen consiguió la mayor parte de sus logros como piloto oficial de la marca alemana Audi.
El 19 de noviembre de 2014, Kristensen anunció que después de este año se retirará del automovilismo.
Kristensen fue nombrado Caballero de la Orden de Dannebrog por la Reina de Dinamarca.

## Karting, monoplazas y turismos
Kristensen comenzó a competir en karting en el año 1984. En 1989 y 1991 participó en la Fórmula 3 Alemana, resultando campeón en su segundo intento. En 1992 se mudó a Japón para competir en la Fórmula 3 Japonesa, y al año siguiente obtuvo el título. Luego ascendió a la Fórmula 3000 Japonesa, donde fue noveno en 1994 y tercero en 1995 con Honda. En paralelo, corrió el Campeonato Japonés de Turismos en la clase principal: fue tercero, sexto, segundo y quinto de 1992 a 1995, todos con alguna victoria y varios podios. Los dos primeros años los realizó en un Nissan Skyline y los dos siguientes en un (Toyota Corona)
En 1996 pasó a disputar la Fórmula 3000 Internacional, donde resultó séptimo con dos podios habiéndose ausentado en tres fechas y competido en dos equipos distintos. En 1997 ganó una carrera, subió al podio en tres ocasiones y quedó sexto en la tabla final. En 1998 volvió a los turismos al unirse al equipo JAS del Campeonato Alemán de Superturismos, donde al volante de un Honda Accord resultó 11º. En 1999 quedó tercero en el certamen, con tres victorias y nueve podios en 20 carreras. Al año siguiente, siguió corriendo en un Honda Accord pero en el Campeonato Británico de Turismos; terminó 7º con tres victorias.
De la mano de Audi, Kristensen volvió a los turismos en 2004, en concreto en el Deutsche Tourenwagen Masters. Con un Audi A4 del equipo Abt, el danés resultó cuarto ese año y tercero en 2005 y 2006, con un total de tres victorias y 13 podios en 32 carreras. No llegó a definir ningún título en la última fecha, pero sí rivalizó con Mattias Ekström como mejor piloto de la marca.
En la primera fecha del DTM en 2007, Kristensen se vio involucrado en un choque que lo dejó fuera de actividad por casi dos meses. Ese año terminó 14º, con un quinto puesto como mejor resultado. En 2008 y 2009, el piloto totalizó una victoria y cinco podios en 21 carreras, de manera que terminó octavo en ambas ocasiones.
Kristensen dejó los turismos una vez terminado 2009 para dedicarse a los sport prototipos. No obstante, corrió una fecha del DTM en 2011 en reemplazo de Mike Rockenfeller, lesionado en las 24 Horas de Le Mans.

## Sport prototipos
Kristensen debutó en las 24 Horas de Le Mans en 1997. Corrió para Joest en un Porsche WSC-95, que ganó la prueba a una vuelta del segundo. Los dos siguientes años compitió para BMW, con un BMW V12 LM en 1998 y un BMW V12 LMR en 1999; abandonó en ambas ocasiones. Como contrapartida, ganó las 12 Horas de Sebring con el BMW V12 LMR.
En 2000, Audi lo contrató como piloto oficial. Ganó las 24 Horas de Le Mans de 2000, 2001 y 2002 con un Audi R8 LMP oficial del equipo Joest. En paralelo, el danés participó con mayor frecuencia en la American Le Mans Series. En 2000, ganó las 12 Horas de Sebring y llegó segundo en Petit Le Mans. En 2001, disputó el campeonato completo; ganó cuatro fechas, dos de ellas en Donington Park y Jarama como parte de la European Le Mans Series, y finalizó cuarto en el campeonato de pilotos de la clase LMP900. Nuevamente, Kristensen corrió de manera titular en la American Le Mans Series en 2002. En 10 carreras, ganó Petit Le Mans y tres adicionales, y estuvo en ocho podios, lo que le significó obtener el campeonato de LMP900.
En 2003, Audi se tomó un año sabático y Joest puso en pista el Bentley Speed 8, equipado con motor Audi. Kristensen ganó las 24 Horas de Le Mans, dos vueltas delante del otro Bentley y a cinco vueltas del tercero. Asimismo, llegó cuarto en las 12 Horas de Sebring con Bentley y ganó dos carreras más en el Audi R8 LMP en Europa: los 1000 km de Spa-Francorchamps del Campeonato de la FIA de Sport Prototipos y los 1000 km de Le Mans, una carrera experimental de cara a la Le Mans Series, un campeonato europeo de resistencia que se estrenaría en 2004 en sustitución del de la FIA.
El danés volvió a ganar las 24 Horas de Le Mans de 2004 y 2005 con un Audi R8 LMP oficial, pero del equipo Goh y del Champion respectivamente. Asimismo, llegó tercero en los 1000 km de Monza de la Le Mans Series de 2004, y ganó las 12 Horas de Sebring de 2005, en ambos casos como preparación de las 24 Horas de Le Mans.
Audi estrenó el Audi R10 en 2006. Con él, Kristensen ganó en las 12 Horas de Sebring y llegó tercero en las 24 Horas de Le Mans. En 2007, llegó cuarto en Sebring y abandonó en Le Mans. En 2008 llegó tercero en la 12 Horas de Sebring y ganó por octava vez las 24 Horas de Le Mans.
En 2009, Audi estrenó el Audi R15 TDI. Kristensen ganó las 12 Horas de Sebring y llegó tercero en las 24 Horas de Le Mans, en este último caso a seis vueltas del primero de los dos Peugeot 908 HDI FAP, que cortó la racha de triunfos en La Sarthe de la marca alemana. Audi y Peugeot se enfrentaron numerosas veces en 2010, y Kristensen participó en varias oportunidades, habiéndose retirado del DTM. Llegó tercero en los 1000 km de Spa, detrás de dos Peugeot. En las 24 Horas de Le Mans, Kristensen llevó al Audi número 7 al tercer lugar, cerrando un 1-2-3 aplastante. A fines de año, el danés abandonó en los 1000 km de Silverstone, llegó tercero en Petit Le Mans y segundo en los 1000 km de Zhuhai. Como Peugeot ganó las tres carreras, se quedó con los títulos de constructores y equipos de la Copa Intercontinental Le Mans.
En 2011, Audi y Peugeot se volvieron a enfrentar pero en el marco de la Copa Intercontinental Le Mans, con siete fechas en tres continentes. Kristensen llegó cuarto en Sebring en la última carrera del Audi R15 TDI. En Spa, el Audi R18 TDI se estrenó con un tercero lugar de Kristensen, detrás de dos Peugeot 908. En Le Mans, su compañero de butaca Allan McNish tuvo un choque en la vuelta 14 que les obligó a retirarse de la carrera. En las siguientes dos fechas europeas, Imola y Silverstone, Kristensen hizo llegar a su automóvil cuarto y segundo. Lugeo abandonó en Petit le Mans y en Zhuhai, de manera que Peugeot se quedó con ambos títulos nuevamente.
Kristensen disputó junto a McNish las ocho fechas del renombrado Campeonato Mundial de Resistencia 2012 con un Audi R18 híbrido. Venció por sexta vez en Sebring y subió al podio en las demás pruebas, por lo que resultó subcampeón de pilotos y contribuyó a obtener el título de marcas.
En 2013, Kristensen junto con McNish y Loic Duval obtuvieron el título de pilotos del Campeonato Mundial de Resistencia, logrando en ocho fechas tres victorias, tres segundos puestos y un tercero puesto. Su actuación incluyó su noveno triunfo en las 24 Horas de Le Mans la cual fue la novena para Kristensen; esa victoria en Le Mans se la dedicó a su compatriota Allan Simonsen, quien al cabo de la tercera vuelta tuvo un choque que le costó la vida. Por otro lado, con los resultados conseguidos en el campeonato, Tom ayudó a que Audi defendiera con éxito el título de marcas.
El año siguiente, Kristensen junto con Lucas Di Grassi y generalmente con Loic Duval, obtuvo cuatro podios, finalizando novenos en el clasificador final.

## Carrera de Campeones
Kristensen fue invitado a participar en numerosas ediciones de la Carrera de Campeones, que reúne anualmente a leyendas del automovilismo. En 2000 no logró avanzar de ronda en ninguna de las dos pruebas en Gran Canaria. En 2001, alcanzó la final en la prueba de selecciones junto a Harri Rovanpera y Troy Bayliss.
El danés compitió junto a Mattias Ekström por la selección de Escandinavia en la Carrera de Campeones 2005, ahora trasladada a estadios. Venció en la llave de pilotos de circuitos, pero perdió frente al ganador de rally, Sébastien Loeb. Asimismo, venció a la selección PlayStation Francia en la Copa de las Naciones. El piloto perdió en la primera ronda de ambas pruebas en 2006, formando dupla nuevamente con Ekström. En 2007, el sueco lo derrotó en la Copa de Pilotos, y la selección de Finlandia los eliminó en la primera ronda de la Copa de las Naciones. Kristensen perdió en 2008 frente a Michael Schumacher en la primera ronda individual, y frente a Francia en la prueba por equipos. En 2009, él y Ekström qudaron últimos en la fase de grupos de la Copa de las Naciones, y el sueco eliminó al danés en cuartos de final de la Copa de Pilotos.
Kristensen formó dupla con Heikki Kovalainen en la selección nórdica de la Carrera de Campeones 2010, donde quedaron eliminados en la fase de grupos. El danés quedó fuera de la prueba individual en cuartos de final, al ser derrotado por Loeb. En 2011, compitió junto a Juho Hänninen por la selección nórdica, con quien perdió la final frente a la selección alemana de Michael Schumacher y Sebastian Vettel, y luego fue derrotado en la final por Sébastien Ogier.
El piloto y su coequipero del equipo All-Stars en la Carrera de Campeones 2012, Jorge Lorenzo, alcanzaron la semifinal de la Copa de las Naciones, donde la selección francesa los eliminó. Más tarde, disputó la final individual frente a Romain Grosjean, quien venció al danés.
Ya retirado en 2015, el danés alcanzó la final de la Carrera de Campeones, donde perdió ante Sebastian Vettel.

## Resultados

### 24 Horas de Le Mans
| Año     | Equipo                    | Copilotos                         | Automóvil               | Clase  | Vueltas | Pos. | Pos. Clase |
| ------- | ------------------------- | --------------------------------- | ----------------------- | ------ | ------- | ---- | ---------- |
| 1997    | Joest Racing              | Michele Alboreto Stefan Johansson | TWR Porsche WSC-95      | LMP    | 361     | 1.º  | 1.º        |
| 1998    | Team BMW Motorsport       | Hans-Joachim Stuck Steve Soper    | BMW V12 LM              | LMP1   | 60      | DNF  | DNF        |
| 1999    | Team BMW Motorsport       | J. J. Lehto Jörg Müller           | BMW V12 LMR             | LMP    | 304     | DNF  | DNF        |
| 2000    | Audi Sport Team Joest     | Frank Biela Emanuele Pirro        | Audi R8                 | LMP900 | 368     | 1.º  | 1.º        |
| 2001    | Audi Sport Team Joest     | Frank Biela Emanuele Pirro        | Audi R8                 | LMP900 | 321     | 1.º  | 1.º        |
| 2002    | Audi Sport Team Joest     | Frank Biela Emanuele Pirro        | Audi R8                 | LMP900 | 375     | 1.º  | 1.º        |
| 2003    | Team Bentley              | Rinaldo Capello Guy Smith         | Bentley Speed 8         | LMGTP  | 377     | 1.º  | 1.º        |
| 2004    | Audi Sport Japan Team Goh | Seiji Ara Rinaldo Capello         | Audi R8                 | LMP1   | 379     | 1.º  | 1.º        |
| 2005    | ADT Champion Racing       | J. J. Lehto Marco Werner          | Audi R8                 | LMP1   | 370     | 1.º  | 1.º        |
| 2006    | Audi Sport Team Joest     | Rinaldo Capello Allan McNish      | Audi R10 TDI            | LMP1   | 367     | 3.º  | 3.º        |
| 2007    | Audi Sport North America  | Rinaldo Capello Allan McNish      | Audi R10 TDI            | LMP1   | 262     | DNF  | DNF        |
| 2008    | Audi Sport North America  | Rinaldo Capello Allan McNish      | Audi R10 TDI            | LMP1   | 381     | 1.º  | 1.º        |
| 2009    | Audi Sport Team Joest     | Rinaldo Capello Allan McNish      | Audi R15 TDI            | LMP1   | 376     | 3.º  | 3.º        |
| 2010    | Audi Sport Team Joest     | Rinaldo Capello Allan McNish      | Audi R15 TDI plus       | LMP1   | 394     | 3.º  | 3.º        |
| 2011    | Audi Sport North America  | Rinaldo Capello Allan McNish      | Audi R18 TDI            | LMP1   | 14      | DNF  | DNF        |
| 2012    | Audi Sport Team Joest     | Allan McNish Rinaldo Capello      | Audi R18 e-tron quattro | LMP1   | 377     | 2.º  | 2.º        |
| 2013    | Audi Sport Team Joest     | Allan McNish Loïc Duval           | Audi R18 e-tron quattro | LMP1   | 348     | 1.º  | 1.º        |
| 2014    | Audi Sport Team Joest     | Marc Gené Lucas di Grassi         | Audi R18 e-tron quattro | LMP1-H | 376     | 2.º  | 2.º        |
| Fuente: |                           |                                   |                         |        |         |      |            |

### Campeonato Mundial de Resistencia de la FIA
(Clave) (negrita indica pole position) (cursiva indica vuelta rápida)

| Año  | Escudería             | Clase | Automóvil               | 1   | 2   | 3   | 4   | 5   | 6   | 7   | 8   | Pos. | Puntos | Ref.  |
| ---- | --------------------- | ----- | ----------------------- | --- | --- | --- | --- | --- | --- | --- | --- | ---- | ------ | ----- |
| 2012 | Audi Sport Team Joest | LMP1  | Audi R18 e-tron quattro | SEB | SPA | LMS | SIL | SÃO | BHR | FUJ | SHA | 2.º  | 159    | [ 4 ] |
| 2012 | Audi Sport Team Joest | LMP1  | Audi R18 e-tron quattro | 1   | 4   | 2   | 3   | 3   | 2   | 3   | 2   | 2.º  | 159    | [ 4 ] |
| 2013 | Audi Sport Team Joest | LMP1  | Audi R18 e-tron quattro | SIL | SPA | LMS | SÃO | COA | FUJ | SHA | BHR | 1.º  | 162    | [ 5 ] |
| 2013 | Audi Sport Team Joest | LMP1  | Audi R18 e-tron quattro | 1   | 2   | 1   | 2   | 1   | 2   | 3   | Ret | 1.º  | 162    | [ 5 ] |
| 2014 | Audi Sport Team Joest | LMP1  | Audi R18 e-tron quattro | SIL | SPA | LMS | COA | FUJ | SHA | BHR | SÃO | 4.º  | 117    | [ 6 ] |
| 2014 | Audi Sport Team Joest | LMP1  | Audi R18 e-tron quattro | Ret | 2   | 2   | 2   | 5   | 5   | 5   | 3   | 4.º  | 117    | [ 6 ] |